# 取手市民のうた 〜新しい明日〜
「取手市民のうた 〜新しい明日〜」（とりでしみんのうた あたらしいあした）は、茨城県取手市が令和時代に制定した2代目の市民歌である。作詞・作曲および創唱はいずれも谷本貴義。

## 解説
取手市では1970年（昭和45年）の市制施行から2年後に「市民のうた」（作詞：岡本淳三、補作：川上宏昭、作曲：中田喜直）を制定しており、2005年（平成17年）に藤代町を編入合併した後もそのまま引き継がれたが、2020年（令和2年）の市制50周年・合併15周年を迎えるに当たり記念事業として48年ぶりに市民歌を「代替わり」させる方針を表明した。
新市民歌の作成に当たっては旧市民歌が当時の市町村歌の多くと同様に歌詞を一般公募したのとは対照的に、市民を対象に歌詞へ取り入れて欲しいフレーズを20文字程度の節単位で募り、その意見を参考に専業の音楽家へ作成を依頼する方式が採られている。作詞・作曲ともアニメソングやゲームミュージックを数多く手掛けるシンガーソングライターの谷本貴義が行っており、市からの依頼を受けて「取手市の歴史が育んだ美しい自然、朗らかな街並みなど、取手市の素晴らしさが日本全国に、世界中に広がるよう、また市民のみなさんに末永く親しんでいただけるようイメージして作曲しました」とコメントした。
茨城新聞は同年2月26日付の記事で「明るく軽快なアップテンポのメロディー」と評しており、既存の市鳥であったフクロウと旧藤代町の町鳥から合併後に追加指定されたカワセミが両市町の一体化を象徴するフレーズとして採り入れられている。楽曲の完成後は市民から希望者を募りバックコーラスやミュージックビデオの出演を通じての協働が図られたが、新型コロナウイルスの影響により発表演奏会の開催が見送られたため、市のYouTube公式チャンネルで公開された。CDは市販されていないが市内の幼稚園や保育所、小・中学校および公共施設に無料配布を実施し、市役所でも希望者に対する貸し出しを行っている。